# Altenkirchen (huyện)
Altenkirchen là một huyện trong bang Rheinland-Pfalz, phía tây nước Đức. Huyện này giáp các đơn vị (từ phía bắc theo chiều kim đồng hồ): các huyện thuộc North Rhine-Westphalia Rhein-Sieg, Oberbergischer Kreis, Olpe và Siegen-Wittgenstein, và các huyện Westerwaldkreis và Neuwied.

## Lịch sử
Lịch sử huyện có liên hệ với vùng Westerwald.
Huyện được lập năm 1816 bởi chính quyền Phổ. Huyện này gồm lãnh địa Wildenburg và hai lãnh địa của Sayn. Lãnh địa Wildenburg đã từng thuộc Berg, hai lãnh địa sau đã từng thuộc đất công tước Nassau.

## Địa lý
Altenkirchen là huyện cực bắc Rheinland-Pfalz. Huyện này nằm ở phần phía bắc của dãy núi Westerwald. Thung lũng sông Sieg giáp Westerwald về phía bắc. Khu vực phía bắc của sông Sieg có tên gọi Wildenburgisches Land, theo tên lãnh địa nhỏ Wildenburg từng tồn tại ở đây.

## Huy hiệu
| Coat of arms | Huy hiệu gồm: - Trên bên trái: Sư tử vàng của lãnh địa Sayn, một lãnh địa nằm ở khu vực vào thế kỷ 12 - Trên bên phải: Biểu tượng của lãnh địa Wildenburg tồn tại cho đến năm 1806 ở chính phía bắc của huyện - Dưới: Chữ thập đen và đỏ là kết hợp huy hiệu của các giám mục Köln và Trier |

## Thị xã và đô thị
Thị xã không thuộc Verband: Herdorf
| Verbandsgemeinden | Verbandsgemeinden | Verbandsgemeinden |
| --- | --- | --- |
| - 1. Altenkirchen 1. Almersbach 2. Altenkirchen1, 2 3. Bachenberg 4. Berod bei Hachenburg 5. Birnbach 6. Busenhausen 7. Eichelhardt 8. Ersfeld 9. Fiersbach 10. Fluterschen 11. Forstmehren 12. Gieleroth 13. Hasselbach 14. Helmenzen 15. Helmeroth 16. Hemmelzen 17. Heupelzen 18. Hilgenroth 19. Hirz-Maulsbach 20. Idelberg 21. Ingelbach 22. Isert 23. Kettenhausen 24. Kircheib 25. Kraam 26. Mammelzen 27. Mehren 28. Michelbach 29. Neitersen 30. Obererbach 31. Oberirsen 32. Oberwambach 33. Ölsen 34. Racksen 35. Rettersen 36. Schöneberg 37. Sörth 38. Stürzelbach 39. Volkerzen 40. Werkhausen 41. Weyerbusch 42. Wölmersen | - 2. Betzdorf 1. Alsdorf 2. Betzdorf1, 2 3. Grünebach 4. Scheuerfeld 5. Wallmenroth - 3. Daaden 1. Daaden1 2. Derschen 3. Emmerzhausen 4. Friedewald 5. Mauden 6. Niederdreisbach 7. Nisterberg 8. Schutzbach 9. Weitefeld - 4. Flammersfeld 1. Berzhausen 2. Bürdenbach 3. Burglahr 4. Eichen 5. Eulenberg 6. Flammersfeld1 7. Giershausen 8. Güllesheim 9. Horhausen 10. Kescheid 11. Krunkel 12. Niedersteinebach 13. Oberlahr 14. Obernau 15. Obersteinebach 16. Orfgen 17. Peterslahr 18. Pleckhausen 19. Reiferscheid 20. Rott 21. Schürdt 22. Seelbach 23. Seifen 24. Walterschen 25. Willroth 26. Ziegenhain | - 5. Gebhardshain 1. Dickendorf 2. Elben 3. Elkenroth 4. Fensdorf 5. Gebhardshain1 6. Kausen 7. Malberg 8. Molzhain 9. Nauroth 10. Rosenheim 11. Steinebach/Sieg 12. Steineroth - 6. Hamm 1. Birkenbeul 2. Bitzen 3. Breitscheidt 4. Bruchertseifen 5. Etzbach 6. Forst 7. Fürthen 8. Hamm (Sieg)1 9. Niederirsen 10. Pracht 11. Roth 12. Seelbach bei Hamm - 7. Kirchen 1. Brachbach 2. Friesenhagen 3. Harbach 4. Kirchen1, 2 5. Mudersbach 6. Niederfischbach - 8. Wissen 1. Birken-Honigsessen 2. Hövels 3. Katzwinkel 4. Mittelhof 5. Selbach 6. Wissen1, 2 |
| 1thủ phủ của Verbandsgemeinde; 2town | | |